# RK Ploče
Ragbi klub Ploče je ragbijski klub iz Ploča.
Klupsko sjedište je u Kominskoj ul. 1 u Pločama.
Svoje utakmice su igrali na igralištu vojarne "Neretva" u Pločama.

## Povijest
Klub je utemeljen 1. lipnja 1979. godine. Inicijator je bio Ivan Batinović i skupina pločanskih ragbijaških zanesenjaka i ljubitelja ragbija.
Klupska boja je crveno-plava.

## Klupski uspjesi
- sudjelovanje u četvrt-završnici jugo-kupa 1982. godine

- momčad "ispod 16" 2001. godine - treća u prvenstvu Hrvatske

- momčad "ispod 14" 2001. - doprvaci Hrvatske

- juniori "do 18" - 2002. - doprvaci Hrvatske
- juniori "do 18" - 2002. - sudionici završnice kupa Hrvatske
- seniori 2014. prvaci Dalmatinske lige
- beach rugby ušće Neretve 2013-2014 oba puta drugo mjesto